# Solid Converter PDF
Solid Converter PDF es un software de reconstrucción de documentos de Solid Documents que convierte archivos PDF a formatos editables. Fue lanzado originalmente para el sistema operativo Microsoft Windows, y en 2010 se lanzó una versión para Mac OS X. Las versiones actuales son Solid Converter PDF 9.0 para Windows y Solid PDF to Word para Mac 2.1. La tecnología utilizada por el SDK de Solid Framework del producto tiene licencia de Adobe para Acrobat X.

## Historia
Cuando se lanzó la segunda versión a principios de 2004, Solid Converter PDF se destacó por su enfoque en editar y recapturar contenido de archivos PDF que antes eran inaccesibles. El lanzamiento de la versión 4 en mayo de 2008 introdujo una transición desde su interfaz de asistente original a una interfaz de usuario WYSIWYG, que permite la edición directa de archivos PDF. En diciembre de 2010, el lanzamiento de la versión 7 incluyó varias mejoras en las funciones del producto, incluida la edición de tablas y mejoras en el flujo de trabajo, recuperación de marcas de texto, extracción de PDF a .csv y conversión selectiva. La versión 8.0 lanzada a principios de 2013 incluye una interfaz de usuario simplificada y un complemento de cinta de Microsoft Word que permite a los usuarios acceder rápidamente a la función de escaneo a Word. Al basarse en procesadores multinúcleo, se ha mejorado el rendimiento para conversiones de archivos por lotes y OCR que requieren mucho tiempo.Centrándose en la integración de funciones y las mejoras de conversión, la versión 9.0 lanzada en junio de 2014 agrega recuperación de datos de archivos PDF escaneados a Microsoft Excel.

## Características
Solid Converter PDF es compatible con una variedad de formatos de conversión, como Microsoft Word .docx y .doc, .rtf, Microsoft Excel .xlsx, .xml, Microsoft PowerPoint .pptx, .html y .txt. Además de convertir archivos PDF a formatos de documentos editables, ofrece la capacidad de editar directamente archivos PDF en el programa. Mantiene intacto el diseño y formato originales durante la conversión, destacando por su interfaz simple y fácil de usar. Entre sus características se encuentran la recuperación de tablas, detección de hipervínculos, adición de marcas de agua, reorganización de páginas y la creación de archivos PDF. La versión 7 ya no requiere la instalación de Microsoft Office para convertir a formatos Office Open XML. La versión 9.0 presenta mejoras en la conversión, compatibilidad con controladores heredados, funciones integradas y una reducción de complementos de salida XML.

## Versión MacOS X
Solid Documents lanzó Solid PDF to Word para Mac, su primer producto diseñado para el sistema operativo Mac OS X, en abril de 2010. En noviembre de 2014, se presentó una versión actualizada que incorpora soporte para OS X 10.10 (Yosemite). Este software comparte muchas de las características de Solid Converter PDF, como la capacidad de convertir a formatos de Word y Excel, preservar el diseño de la página, realizar OCR y realizar conversiones por lotes. A diferencia de la versión para Windows, Solid PDF to Word puede convertirse al formato de iWork Pages y utiliza una interfaz de diálogo "Abrir archivo" (similar a las primeras versiones de Solid Converter PDF), en lugar del editor completo WYSIWYG. Los requisitos del sistema incluyen Mac OS X v10.7 o posterior, así como iWork para realizar conversiones al formato .pages.